# Flammeovirgaceae
Die Flammeovirgaceae sind eine Familie von Bakterien. Sie zählen zu der Ordnung Cytophagales im Phylum Bacteroidota. Die Typusgattung ist Flammeovirga. Der Name ist abgeleitet von dem lateinischen Adjektiv flammeus (feuerfarben) und dem lateinischen Wort virga, (Stäbchen). Er bezieht sich auf die Farbe der Kolonien dieser stäbchenförmigen Bakterien.

## Erscheinungsbild
Die Zellen sind grade oder gekrümmte Stäbchen. Sie sind nicht begeißelt, Bewegung kann aber bei vielen Arten gleitend erfolgen. Die Farbe der Kolonien ist rosa, rot oder orange. Die meisten Arten benötigen Seewasser oder zumindest Natriumchlorid (NaCl) für das Wachstum. Sporen werden nicht gebildet.

## Wachstum und Stoffwechsel
Alle Vertreter der Flammeovirgaceae sind chemo-organotroph. Die Arten sind in der Regel aerob, sie nutzen Sauerstoff zur Atmung. Persicobacter psychrovividus ist hierbei eine Ausnahme, diese Art ist fakultativ anaerob. Die Mehrzahl der Arten produzieren Oxidase und Katalase. Die meisten Arten stellen kein Acetoin, Hydrogensulfat oder Indol her. Wenige Arten können die Fermentation von Glucose nutzen, hierzu zählt z. B. Flammeovirga aprica.

## Vorkommen
Die Arten wurden in verschiedenen marinen Lebensräumen gefunden, beispielsweise in marinen Sedimenten, im Seewasser oder auch an Algen. Roseivirga wurde u. a. von der Grünalge Ulva fenestrata, Fabibacter halotolerans vom Schwamm Tedania ignis isoliert.

## Systematik
Die beiden Arten Cytophaga aprica und Cytophaga diffluens, beide 1989 von Hans Reichenbach erstbeschrieben, wurden 1997 von Yasuyoshi Nakagawa in die beiden neuen Gattungen Flammeovirga und Persicobacter gestellt. Die Familie wurde von Jaewoo Yoon et al. 2011 eingeführt.
Folgende Gattungen werden zu der Familie gezählt (Stand 2013):
- Aureibacter Yoon et al. 2011
- Cesiribacter Srinivas et al. 2011
- Fabibacter Lau et al. 2006
- Flammeovirga Nakagawa et al. 1997 emend. Takahashi et al. 2006
- Flexithrix Lewin 1970 emend. Hosoya and Yokota 2007
- Fulvitalea Haber et al. 2013
- Fulvivirga Nedashkovskaya et al. 2007
- Limibacter Yoon et al. 2008
- Marinoscillum Seo et al. 2009
- Marivirga Nedashkovskaya et al. 2010
- Nafulsella Zhang et al. 2013
- Perexilibacter Yoon et al. 2007
- Persicobacter Nakagawa et al. 1997 emend. Muramatsu et al. 2010
- Rapidithrix Srisukchayakul et al. 2007
- Reichenbachiella Nedashkovskaya et al. 2005 emend. Cha et al. 2011
- Roseivirga Nedashkovskaya et al. 2005
- Sediminitomix Khan et al. 2007
- Thermonema Hudson et al. 1989